# Болоњета
Болоњета (итал. Bolognetta) је насеље у Италији у округу Палермо, региону Сицилија.
Према процени из 2011. у насељу је живело 2769 становника. Насеље се налази на надморској висини од 300 м.

## Становништво
| 1931. | 1936. | 1951. | 1961. | 1971. | 1981. | 1991. | 2001. | 2011. |
| ----- | ----- | ----- | ----- | ----- | ----- | ----- | ----- | ----- |
| 2.161 | 2.335 | 2.722 | 2.621 | 2.347 | 2.532 | 3.112 | 3.472 | 3.932 |